# Gonzalo Tapia
Gonzalo Andrés Tapia Dubournais (Las Condes, Chile, 18 de febrero de 2002)  es un futbolista chileno que se desempeña como delantero en el São Paulo F. C. del Brasileirão.

## Trayectoria

### Universidad Católica

#### Inicios y debut profesional
Tapia se integró a las inferiores de Universidad Católica a los 10 años de edad, destacando en la categoría inferiores. Se llevó el título Sub-15 con el cuadro cruzado en 2016, además de convertirse en el goleador y mejor jugador en la categoría Sub-14 y Sub-15. Firma su primer contrato como profesional en octubre de 2019, que lo vincularía al elenco cruzado hasta junio de 2022, además de ser promovido al primer equipo para la temporada 2020 por el técnico Ariel Holan. En el ámbito internacional fue incluido en la lista de los 30 jugadores inscritos para disputar la Copa Libertadores 2020.
Debutó oficialmente el 5 de septiembre de 2020, cuando reemplazó a los 86 minutos a Edson Puch, en el triunfo de Universidad Católica sobre Coquimbo Unido por 4-1, en la novena fecha de la Primera División de Chile 2020. Marcó su primer gol el 19 de enero de 2021, en el empate de Universidad Católica con Everton por 1-1, en la fecha 31 de la Primera División de Chile 2020.
En febrero de 2021, se celebró su primer título nacional con Universidad Católica al ganar el campeonato Primera División 2020. En marzo del mismo año se coronó campeón de la Supercopa 2020 con el triunfó de Católica 4-2 sobre Colo Colo, donde Tapia marcó su primer doblete como futbolista profesional.

#### Debut internacional y lesión
Comenzando con la temporada 2021, sufrió un desgarro en los isquiotibiales derechos el 28 de marzo en un partido frente a Ñublense por la primera fecha de la Primera División 2021. Regresó a las canchas el 16 de abril ante Curicó Unido, y debutó el 22 de abril a nivel internacional frente a Atlético Nacional en la derrota 2 a 0 de la escuadra cruzada en la disputa por la Copa Libertadores. Tapia entró en el minuto 54 por Raimundo Rebolledo y abandonó la cancha al minuto 70 por un desgarro, dejando a su club con diez jugadores en cancha.
Tapia tras su alta médica volvió a jugar el 15 de julio de 2021 en un partido por el ámbito internacional, esta vez por los octavos de final de la Copa Libertadores, donde la UC cayó por la cuenta mínima ante Palmeiras en San Carlos de Apoquindo. Tres días después durante un partido con Colo Colo por el torneo nacional, tras ingresar al minuto 74' tuvo una nueva recaída de su lesión, lo que derivó a una operación realizada en Barcelona tras una rotura del tendón de los isquiotibiales, siendo baja del club hasta el término de la temporada.
Al final de temporada, el club disputó la final de la Supercopa 2021 donde la UC se coronó tricampeón de está competencia. También la institución se coronó tetracampeón del torneo nacional, tras ganar las ediciones 2018, 2019, 2020 y 2021, Tapia formó parte de los últimos dos torneos y esta nueva estrella se convirtió en su cuarto título con la franja.

#### Regreso a las canchas
Luego de su recuperación de su lesión, Tapia comenzó la pretemporada con el club para la temporada 2022. Disputó sus primeros encuentros como suplente en la Supercopa de Chile 2022, y en la primera fecha de la Primera División 2022 donde jugó 34' y 2' minutos, respectivamente. Su primer encuentro como titular fue el 13 de febrero por la fecha 2 de la Primera División, donde marcó un gol y una asistencia en el triunfo 2 a 1 de su club frente a Unión Española.

## Selección nacional

### Selecciones menores
Fue parte de la Selección de fútbol sub-15 de Chile que disputó el Campeonato Sudamericano de Fútbol Sub-15 de 2017 jugando todos los partidos que disputaría su selección en el torneo además de convertir cuatro goles, dos frente a República Checa, uno contra Colombia y otro frente a Argentina.
Su siguiente participación sería con la Selección de fútbol sub-17 de Chile que jugaría el Campeonato Sudamericano de Fútbol Sub-17 de 2019, donde convirtió tres goles, los dos primeros frente a Ecuador y Venezuela en la fase de grupos y otro en el Hexagonal final contra Perú, donde lograrían el segundo lugar, además de clasificar a la Copa Mundial de Fútbol Sub-17 de 2019. En la Copa Mundial de Fútbol Sub-17 de 2019 participa con Chile anotando un gol en el certamen contra Haití en la fase de grupos, a la postre Chile quedaría eliminado en octavos de final contra Brasil.
En abril de 2019 es convocado por Bernardo Redín, asistente técnico de Reinaldo Rueda en la Selección Nacional de Chile, para integrar el primer microciclo de preparación de cara al Torneo Maurice Revello 2019 de la Selección Chilena Sub-23.

#### Participaciones en Sudamericanos
| Competencia                 | Sede      | Resultado    | PJ | Goles | Asist. |
| --------------------------- | --------- | ------------ | -- | ----- | ------ |
| Sudamericano Sub-15 de 2017 | Argentina | Primera fase | 5  | 4     | 0      |
| Sudamericano Sub-17 de 2019 | Perú      | Subcampeón   | 8  | 3     | 0      |

#### Participaciones en Copas del Mundo
| Mundial                     | Sede   | Resultado        | Partidos | Goles | Asist. |
| --------------------------- | ------ | ---------------- | -------- | ----- | ------ |
| Copa Mundial Sub-17 de 2019 | Brasil | Octavos de final | 4        | 1     | 1      |

#### Participaciones internacionales sub-23
| Competencia                             | Sede      | Resultado      | PJ | Goles | Asist. |
| --------------------------------------- | --------- | -------------- | -- | ----- | ------ |
| Preolímpico Sudamericano Sub-23 de 2024 | Venezuela | Fase de grupos | 3  | 1     | 1      |
| Total                                   | Total     | Total          | 3  | 1     | 1      |

#### Detalles de partidos
| Partidos internacionales con Selección Chilena Sub-17 | Partidos internacionales con Selección Chilena Sub-17 | Partidos internacionales con Selección Chilena Sub-17 | Partidos internacionales con Selección Chilena Sub-17 | Partidos internacionales con Selección Chilena Sub-17 | Partidos internacionales con Selección Chilena Sub-17 | Partidos internacionales con Selección Chilena Sub-17 | Partidos internacionales con Selección Chilena Sub-17 | Partidos internacionales con Selección Chilena Sub-17 |
| N.º                                                   | Fecha                                                 | Estadio                                               | Local                                                 | Resultado                                             | Visitante                                             | Goles                                                 | Asist.                                                | Competición                                           |
| ----------------------------------------------------- | ----------------------------------------------------- | ----------------------------------------------------- | ----------------------------------------------------- | ----------------------------------------------------- | ----------------------------------------------------- | ----------------------------------------------------- | ----------------------------------------------------- | ----------------------------------------------------- |
| 1                                                     | 21 de marzo de 2019                                   | Estadio San Marcos, Lima                              | Perú                                                  | 0-0                                                   | Chile                                                 |                                                       |                                                       | Sudamericano Sub-17 de 2019                           |
| 2                                                     | 25 de marzo de 2019                                   | Estadio San Marcos, Lima                              | Ecuador                                               | 3-2                                                   | Chile                                                 | Anotado                                               |                                                       | Sudamericano Sub-17 de 2019                           |
| 3                                                     | 27 de marzo de 2019                                   | Estadio San Marcos, Lima                              | Chile                                                 | 3-0                                                   | Venezuela                                             | Anotado                                               |                                                       | Sudamericano Sub-17 de 2019                           |
| 4                                                     | 2 de abril de 2019                                    | Estadio San Marcos, Lima                              | Chile                                                 | 1-0                                                   | Ecuador                                               |                                                       |                                                       | Sudamericano Sub-17 de 2019                           |
| 5                                                     | 5 de abril de 2019                                    | Estadio San Marcos, Lima                              | Perú                                                  | 2-3                                                   | Chile                                                 | Anotado                                               |                                                       | Sudamericano Sub-17 de 2019                           |
| 6                                                     | 8 de abril de 2019                                    | Estadio San Marcos, Lima                              | Chile                                                 | 0-2                                                   | Argentina                                             |                                                       |                                                       | Sudamericano Sub-17 de 2019                           |
| 7                                                     | 11 de abril de 2019                                   | Estadio San Marcos, Lima                              | Uruguay                                               | 2-4                                                   | Chile                                                 |                                                       |                                                       | Sudamericano Sub-17 de 2019                           |
| 8                                                     | 14 de abril de 2019                                   | Estadio San Marcos, Lima                              | Chile                                                 | 0-0                                                   | Paraguay                                              |                                                       |                                                       | Sudamericano Sub-17 de 2019                           |
| 9                                                     | 27 de octubre de 2019                                 | Estadio Hailé Pinheiro, Goiânia                       | Francia                                               | 2-0                                                   | Chile                                                 |                                                       |                                                       | Copa Mundial Sub-17 de 2019                           |
| 10                                                    | 30 de octubre de 2019                                 | Estadio Hailé Pinheiro, Goiânia                       | Chile                                                 | 4-2                                                   | Haití                                                 | Anotado                                               | 11' a Luis Rojas                                      | Copa Mundial Sub-17 de 2019                           |
| 11                                                    | 2 de noviembre de 2019                                | Estadio Hailé Pinheiro, Goiânia                       | Chile                                                 | 1-2                                                   | Corea del Sur                                         |                                                       |                                                       | Copa Mundial Sub-17 de 2019                           |
| 12                                                    | 6 de noviembre de 2019                                | Estadio Bezerrão, Gama                                | Brasil                                                | 3-2                                                   | Chile                                                 |                                                       |                                                       | Copa Mundial Sub-17 de 2019                           |
| Total                                                 | Total                                                 | Total                                                 | Presencias                                            | 12                                                    | Goles                                                 | 4                                                     | 1                                                     |                                                       |

| Partidos internacionales con Selección Chilena Sub-23 | Partidos internacionales con Selección Chilena Sub-23 | Partidos internacionales con Selección Chilena Sub-23 | Partidos internacionales con Selección Chilena Sub-23 | Partidos internacionales con Selección Chilena Sub-23 | Partidos internacionales con Selección Chilena Sub-23 | Partidos internacionales con Selección Chilena Sub-23 | Partidos internacionales con Selección Chilena Sub-23 | Partidos internacionales con Selección Chilena Sub-23 |
| N.º                                                   | Fecha                                                 | Estadio                                               | Local                                                 | Resultado                                             | Visitante                                             | Goles                                                 | Asist.                                                | Competición                                           |
| ----------------------------------------------------- | ----------------------------------------------------- | ----------------------------------------------------- | ----------------------------------------------------- | ----------------------------------------------------- | ----------------------------------------------------- | ----------------------------------------------------- | ----------------------------------------------------- | ----------------------------------------------------- |
| 1                                                     | 21 de enero de 2024                                   | Polideportivo Misael Delgado                          | Perú                                                  | 1-0                                                   | Chile                                                 |                                                       |                                                       | Preolímpico Sudamericano 2024                         |
| 2                                                     | 27 de enero de 2024                                   | Polideportivo Misael Delgado                          | Uruguay                                               | 0-1                                                   | Chile                                                 |                                                       | 65' a Clemente Montes                                 | Preolímpico Sudamericano 2024                         |
| 3                                                     | 2 de febrero de 2024                                  | Estadio Brígido Iriarte, Venezuela                    | Chile                                                 | 2-1                                                   | Paraguay                                              | Anotado                                               |                                                       | Preolímpico Sudamericano 2024                         |
| Total                                                 | Total                                                 | Total                                                 | Presencias                                            | 3                                                     | Goles                                                 | 1                                                     | 1                                                     |                                                       |

### Selección absoluta
En marzo de 2021 es convocado por Martin Lasarte para un microciclo preparatorio para las clasificatorias de Conmebol para Catar 2022. Tras la lesión de Bruno Barticciotto, fue nominado por Ricardo Gareca para los partidos contra Argentina y Bolivia para las Eliminatorias Mundial de 2026. Hizo su debut con la selección absoluta el 10 de septiembre de 2024, tras ingresar al minuto 61' por Darío Osorio en la derrota por 2 a 1 ante Bolivia.

#### Participaciones en Clasificatorias a Copas del Mundo
| Eliminatorias                 | Sede       | Resultado | Partidos | Goles | Asist. |
| ----------------------------- | ---------- | --------- | -------- | ----- | ------ |
| Eliminatorias Mundial de 2026 | Sudamérica | Eliminado | 3        | 0     | 0      |

### Partidos internacionales
Actualizado hasta el 15 de octubre de 2024.
| Partidos internacionales | Partidos internacionales | Partidos internacionales          | Partidos internacionales | Partidos internacionales | Partidos internacionales | Partidos internacionales | Partidos internacionales | Partidos internacionales          |
| N.º                      | Fecha                    | Estadio                           | Local                    | Resultado                | Visitante                | Goles                    | Asist.                   | Competición                       |
| ------------------------ | ------------------------ | --------------------------------- | ------------------------ | ------------------------ | ------------------------ | ------------------------ | ------------------------ | --------------------------------- |
| 1                        | 10 de septiembre de 2024 | Estadio Nacional, Santiago, Chile | Chile                    | 1-2                      | Bolivia                  |                          |                          | Clasificatorias Norteamérica 2026 |
| 2                        | 10 de octubre de 2024    | Estadio Nacional, Santiago, Chile | Chile                    | 1-2                      | Brasil                   |                          |                          | Clasificatorias Norteamérica 2026 |
| 3                        | 15 de octubre de 2024    | Metropolitano, Barranquilla       | Colombia                 | 4-0                      | Chile                    |                          |                          | Clasificatorias Norteamérica 2026 |
| Total                    | Total                    | Total                             | Presencias               | 3                        | Goles                    | 0                        | 0                        |                                   |

| Selección chilena | Selección chilena | Selección chilena |
| Año               | Partidos          | Goles             |
| ----------------- | ----------------- | ----------------- |
| 2024              | 3                 | 0                 |
| Total             | 3                 | 0                 |

## Estadísticas

### Clubes
| Club                               | Div.          | Temporada     | Liga  | Liga  | Liga   | Estatal | Estatal | Estatal | Copas nacionales | Copas nacionales | Copas nacionales | Torneos internacionales | Torneos internacionales | Torneos internacionales | Total | Total | Total  |
| Club                               | Div.          | Temporada     | Part. | Goles | Asist. | Part.   | Goles   | Asist.  | Part.            | Goles            | Asist.           | Part.                   | Goles                   | Asist.                  | Part. | Goles | Asist. |
| ---------------------------------- | ------------- | ------------- | ----- | ----- | ------ | ------- | ------- | ------- | ---------------- | ---------------- | ---------------- | ----------------------- | ----------------------- | ----------------------- | ----- | ----- | ------ |
| C. D. Universidad Católica · Chile | 1.ª           | 2020          | 11    | 2     | 0      | —       | —       | —       | 1                | 2                | 0                | —                       | —                       | —                       | 12    | 4     | 0      |
| C. D. Universidad Católica · Chile | 1.ª           | 2021          | 3     | 0     | 0      | —       | —       | —       | —                | —                | —                | 2                       | 0                       | 0                       | 5     | 0     | 0      |
| C. D. Universidad Católica · Chile | 1.ª           | 2022          | 26    | 2     | 2      | —       | —       | —       | 6                | 1                | 0                | 6                       | 0                       | 1                       | 38    | 3     | 3      |
| C. D. Universidad Católica · Chile | 1.ª           | 2023          | 25    | 4     | 3      | —       | —       | —       | 3                | 0                | 0                | 1                       | 0                       | 0                       | 29    | 4     | 3      |
| C. D. Universidad Católica · Chile | 1.ª           | 2024          | 29    | 9     | 4      | —       | —       | —       | 3                | 2                | 0                | 1                       | 0                       | 0                       | 33    | 11    | 4      |
| C. D. Universidad Católica · Chile | Total club    | Total club    | 94    | 17    | 9      | 0       | 0       | 0       | 13               | 5                | 0                | 10                      | 0                       | 1                       | 117   | 22    | 10     |
| C. A. River Plate Argentina        | 1.ª           | 2025          | 6     | 0     | 0      | —       | —       | —       | 1                | 0                | 0                | —                       | —                       | —                       | 7     | 0     | 0      |
| C. A. River Plate Argentina        | Total club    | Total club    | 6     | 0     | 0      | 0       | 0       | 0       | 1                | 0                | 0                | 0                       | 0                       | 0                       | 7     | 0     | 0      |
| São Paulo F. C. · Brasil           | 1.ª           | 2025          | 4     | 1     | 0      | —       | —       | —       | 1                | 0                | 0                | 1                       | 0                       | 0                       | 6     | 1     | 0      |
| São Paulo F. C. · Brasil           | Total club    | Total club    | 4     | 1     | 0      | 0       | 0       | 0       | 1                | 0                | 0                | 1                       | 0                       | 0                       | 6     | 1     | 0      |
| Total carrera                      | Total carrera | Total carrera | 104   | 18    | 9      | 0       | 0       | 0       | 15               | 5                | 0                | 11                      | 0                       | 1                       | 130   | 23    | 10     |
| 1. 2. 3. 4.                        |               |               |       |       |        |         |         |         |                  |                  |                  |                         |                         |                         |       |       |        |

### Selecciones
| Selección      | Temporada     | Amistosos | Amistosos | Amistosos | Sudamérica | Sudamérica | Sudamérica | Mundial | Mundial | Mundial | Total | Total | Total  |
| Selección      | Temporada     | Part.     | Goles     | Asist.    | Part.      | Goles      | Asist.     | Part.   | Goles   | Asist.  | Part. | Goles | Asist. |
| -------------- | ------------- | --------- | --------- | --------- | ---------- | ---------- | ---------- | ------- | ------- | ------- | ----- | ----- | ------ |
| Sub-15 · Chile | 2017          | —         | —         | —         | 5          | 4          | 0          | —       | —       | —       | 5     | 4     | 0      |
| Sub-15 · Chile | Total         | 0         | 0         | 0         | 5          | 4          | 0          | 0       | 0       | 0       | 5     | 4     | 0      |
| Sub-17 · Chile | 2018          | 1         | 0         | 0         | —          | —          | —          | —       | —       | —       | 1     | 0     | 0      |
| Sub-17 · Chile | 2019          | —         | —         | —         | 8          | 3          | 0          | 4       | 1       | 1       | 12    | 4     | 1      |
| Sub-17 · Chile | Total         | 1         | 0         | 0         | 8          | 3          | 0          | 4       | 1       | 1       | 13    | 4     | 1      |
| Sub-23 · Chile | 2022          | 1         | 0         | 0         | —          | —          | —          | —       | —       | —       | 1     | 0     | 0      |
| Sub-23 · Chile | 2024          | 0         | 0         | 0         | 3          | 1          | 1          | —       | —       | —       | 3     | 1     | 1      |
| Sub-23 · Chile | Total         | 1         | 0         | 0         | 3          | 1          | 1          | 0       | 0       | 0       | 4     | 1     | 1      |
| Adulta · Chile | 2024          | 0         | 0         | 0         | 3          | 0          | 0          | —       | —       | —       | 3     | 0     | 0      |
| Adulta · Chile | Total         | 0         | 0         | 0         | 3          | 0          | 0          | 0       | 0       | 0       | 3     | 0     | 0      |
| Total carrera  | Total carrera | 2         | 0         | 0         | 19         | 8          | 1          | 4       | 1       | 1       | 25    | 9     | 2      |
| 1. 2.          |               |           |           |           |            |            |            |         |         |         |       |       |        |

### Resumen estadístico
| Competición               | Partidos | Goles | Asistencias |
| ------------------------- | -------- | ----- | ----------- |
| Primera División de Chile | 94       | 17    | 9           |
| Copa Chile                | 11       | 3     | 0           |
| Supercopa de Chile        | 2        | 2     | 0           |
| Copa Libertadores         | 6        | 0     | 0           |
| Copa Sudamericana         | 4        | 0     | 1           |
| Selección Sub-15          | 5        | 4     | 0           |
| Selección Sub-17          | 13       | 4     | 1           |
| Selección Sub-23          | 4        | 1     | 1           |
| Selección adulta          | 3        | 0     | 0           |
| Total                     | 142      | 31    | 12          |

## Palmarés

### Títulos nacionales
| Título             | Equipo                     | País  | Año  |
| ------------------ | -------------------------- | ----- | ---- |
| Primera División   | C. D. Universidad Católica | Chile | 2020 |
| Supercopa de Chile | C. D. Universidad Católica | Chile | 2020 |
| Supercopa de Chile | C. D. Universidad Católica | Chile | 2021 |
| Primera División   | C. D. Universidad Católica | Chile | 2021 |